# Janne Schaffer
Jan Erik Tage Schaffer (Estocolmo, 24 de setembro de 1945), mais conhecido com o nome artístico de Janne Schaffer, é um guitarrista e compositora sueco. Famoso por trabalhar com artistas como ABBA, Bob Marley e Johnny Nash, foi ainda atração do Festival de Jazz de Montreux em 1980. No mesmo ano, formou o grupo Electric Banana Band.